# Pays d'Aix Venelles Volley-Ball 2010-2011
Questa voce raccoglie le informazioni riguardanti il Pays d'Aix Venelles Volley-Ball nelle competizioni ufficiali della stagione 2010-2011.

## Organigramma societario
Area direttiva
- Presidente: Bernard Soulas

Area tecnica
- Allenatore: Thierry Hippolyte

## Rosa
| N° | Nome                  | Ruolo | Data di nascita | Nazionalità sportiva |
| -- | --------------------- | ----- | --------------- | -------------------- |
| 1  | Atanaska Koyumdzhieva | C     | 21 marzo 1979   | Francia              |
| 3  | Vesna Jovanović       | C     | 27 ottobre 1983 | Serbia               |
| 4  | Félicia Menara        | P     | 23 giugno 1991  | Francia              |
| 5  | Florentina Nedelcu    | S     | 26 marzo 1976   | Romania              |
| 6  | Camille Crousillat    | S     | 23 marzo 1990   | Francia              |
| 7  | Angèle Michel         | C     | 29 ottobre 1971 | Francia              |
| 8  | Ivana Curčić          | S     | 15 gennaio 1982 | Serbia               |
| 9  | Célia Denis           | C     | 19 agosto 1990  | Francia              |
| 10 | Inna Evstatieva       | S     | 28 giugno 1988  | Bulgaria             |
| 11 | Nassira Camara        | S/O   | 28 giugno 1983  | Francia              |
| 12 | Thaís Santos          | S     | 4 ottobre 1983  | Brasile              |
| 13 | Sandra Laforêt        | P     | 25 marzo 1977   | Francia              |
| 16 | Laura Ong             | L     | 30 aprile 1989  | Francia              |
| 17 | Livia de Oliviera     | S/O   | 18 agosto 1986  | Brasile              |